# Bécassine géante
Gallinago undulata
Espèce
La Bécassine géante (Gallinago undulata) est une espèce d'échassiers trapus de la famille des Scolopacidae, qui se reproduit en Amérique du Sud. 
La sous-espèce nominale G. u. undulata est présente dans deux zones distinctes, l'une en Colombie, et l'autre s'étendant du Venezuela à Guyana, au Suriname et à la Guyane française jusqu'à l'extrême nord-est du Brésil. La sous-espèce méridionale G. u. gigantea se trouve dans l'est de la Bolivie, l'est du Paraguay et le sud-est du Brésil, et probablement aussi en Uruguay et dans le nord-est de l'Argentine.
Elle vit dans la végétation haute des marais et des prairies inondées, et occasionnellement dans la savane sèche. On la trouve en plaine et jusqu'à 2 200 m d'altitude.
Elle semble se déplacer dans certaines régions après la pluie, mais ses déplacements saisonniers sont très mal connus.

## Taxonomie
La Bécassine géante a été décrite par le polymathe français Georges-Louis Leclerc, comte de Buffon en 1780 dans son Histoire Naturelle des Oiseaux à partir d'un spécimen collecté à Cayenne, en Guyane française.  L'oiseau a également été illustré dans une planche coloriée par François-Nicolas Martinet dans les Planches Enluminées D'Histoire Naturelle, qui a été réalisée sous la direction d'Edme-Louis Daubenton, pour accompagner le texte de Buffon. 
Ni la légende de la plaque ni la description de Buffon n'incluaient de nom scientifique, mais en 1783, le naturaliste néerlandais Pieter Boddaert inventa le nom binomial de Scolopax undulata dans son catalogue des Planches Enluminées. La bécassine géante est maintenant placée dans le genre Gallinago qui a été introduit par le zoologiste français Mathurin Jacques Brisson en 1760,. Le nom de genre est le néolatin pour une Bécasse ou une Bécassine du latin gallina, "poule" et du suffixe -ago, "ressemblant". L'épithète spécifique undulatus est le latin pour "avec des marques en forme de vague".
D'après la classification de référence (version 14.1, 2024) de l'Union internationale des ornithologues, la Bécassine géante possède 2 sous-espèces (ordre philogénique) :
- Gallinago undulata undulata (Boddaert, 1783) : Colombie, Venezuela, Guyana, Guyane, Nord du Brésil ;
- Gallinago undulata gigantea (Temminck, 1826) : de l'Est de la Bolivie au Paraguay, du Sud-Est du Brésil et du Nord-Est de l'Argentine.

## Description
C'est la plus grande Bécasse, mesurant de 36 à 47 cm de longueur. G. u. gigantea, comme son nom l'indique, est plus grande que la sous-espèce nominale avec peu de chevauchement de taille. Par exemple, la longueur de son bec est généralement supérieure à 12 cm (4,72 po), tandis que celle de G. u. undulata est généralement d'une taille inférieur à 11,5 cm (4,53 po). Sa longueur totale atteint environ 43,5 cm (17,13 po) . 
La masse corporelle de la sous-espèce nominale est de 270 à 362 g, avec une moyenne 294 g (10,37 oz) chez les mâles. Chez G. u. gigantea, la masse corporelle est connue pour varier entre 420 et 500 g,.
La Bécassine géante a un corps trapu et des pattes relativement courtes pour un échassier. Elle a de larges ailes arrondies comme une Bécasse et un très long bec. Ses parties supérieures, sa tête et son cou sont striés de noir et de brun. Le liseré des plumes forme des lignes marron distinctes sur son dos. Le ventre est blanc, barré de brun sur les flancs. Les rémiges sont rayées, une caractéristique propre à cette espèce de Bécassine. Le bec couleur brun est très long et droit. Les pattes et les doigts sont vert grisâtre.
Aucun dimorphisme lié à l'âge ou au sexe n'est connu, mais chez d'autres Bécassines, les sexes sont similaires et les oiseaux immatures ne diffèrent que par la présence de franges pâles sur les couvertures alaires.
La Bécassine géante émet un cri lorsqu'elle est dérangée, pouvant être transcrit « kek-kek ». Elle produit aussi un cri trisyllabique râpeux lors de son vol de parade nocturne.
La Bécassine géante se distingue de la Bécassine des marais et de la Bécassine du Paraguay, toutes deux sympatriques par sa taille énorme et ses ailes arrondies. Les autres grandes espèces, la Bécassine des paramos, de Strickland et impériale, sont des espèces d'altitude qui n'ont pas les marques bien définies sur la partie supérieure et le ventre blanc de la Bécassine géante. La bécassine noble ressemble plus à la géante, mais nettement plus petite.

## Comportement
Des nids de la race méridionale ont été trouvés au Brésil entre septembre et novembre jusqu'à début janvier. Ils sont disposés sur une petite colline parmi les marécages et contient deux à quatre œufs. Aucun nid de la sous-espèce nominale n'a été trouvé.
Cette espèce est rarement vue au sol, en raison de son plumage cryptique. Lorsqu'elle est dérangée elle préfère rester immobile jusqu'à manquée d'être piétinée, sûre de son camouflage. Si on ajoute à cela son habitat difficilement praticable et son activité nocturne, l'espèce est peu connue. Elle se nourrit visiblement de grenouilles, entre autres. Les individus sont souvent aperçus seuls.
Les autres bécassines du genre Gallinago ont une  parade aérienne, qui consiste à voler haut en cercles, suivi d'un puissant plongeon au cours duquel l'oiseau émet un son de tambour, causé par les vibrations des plumes externes modifiées de la queue. Cette espèce parade la nuit, mais on ne sait pas si elle tambourine.

## Statuts
La bécassine géante est chassée dans la majeure partie de son aire de répartition, sa grande taille la rendant plus facile à tirer que les autres bécassines. La perte d'habitat est également une menace, du moins dans une partie de son aire de répartition. Elle n'est commune nulle part, et est localisée et peu commune en Colombie et au Venezuela, mais ses habitudes nocturnes et son comportement extrêmement discret pourraient expliquer son apparente rareté. On ne pense pas que l'espèce soit actuellement menacée.